# Лодовико Ферари
Лодовико Ферари (на италиански: Lodovico Ferrari, в български източници и Лудовико) е италиански математик, който пръв намира алгебрично решение на уравнение, в което неизвестното е от четвърта степен.
Роден е в бедно семейство. На 14 години Ферари заминава за Милано, където се наема за прислужник при знаменития италиански математик Джироламо Кардано. Присъствайки на лекциите на Кардано, Ферари скоро научава старогръцки, латински и математика. Забелязвайки неговия талант, Кардано го взима за помощник в своите изследвания на кубичното уравнение. Едва 18-годишен Ферари самостоятелно намира решение на уравнение от четвърта степен.
Решенията на алгебричните уравнения от трета и четвърта степен са публикувани през 1545 г. от Кардано в книгата „Арс Магна“ („Великото изкуство“). Отпечатването на тази книга предизвиква яростна реакция от Николо Тарталия, който твърди, че решението на кубичното уравнение е откраднато от него. След размяна на няколко обидни писма, на 10 август 1548 г. в Милано се провежда знаменитото математическо състезание между Тарталия и Ферари, който защитава своя учител. Журито на този своеобразен математически дуел обявява Ферари за победител, въпреки че според съвременните изследователи правото на първооткривател е на Тарталия. Тази победа донася на Ферари огромна слава и той получава много изгодни предложения за служба, от които избира предложението за данъчен надзорник в Мантуа. Постът скоро го превръща в състоятелен човек. След конфликт с регента на Мантуа, Ферари се оттегля в Болоня, където живее с овдовялата си сестра.
През пролетта на 1565 г. Лодовико Ферари става професор по математика в Болонския университет. Няколко месеца по-късно Ферари внезапно умира. Съвременниците му са били убедени, че е отровен от сестра си, която е наследила огромното му богатство.